# Eryngium glaciale
Eryngium glaciale  es una especie fanerógama de Eryngium perteneciente a la familia de las apiáceas.

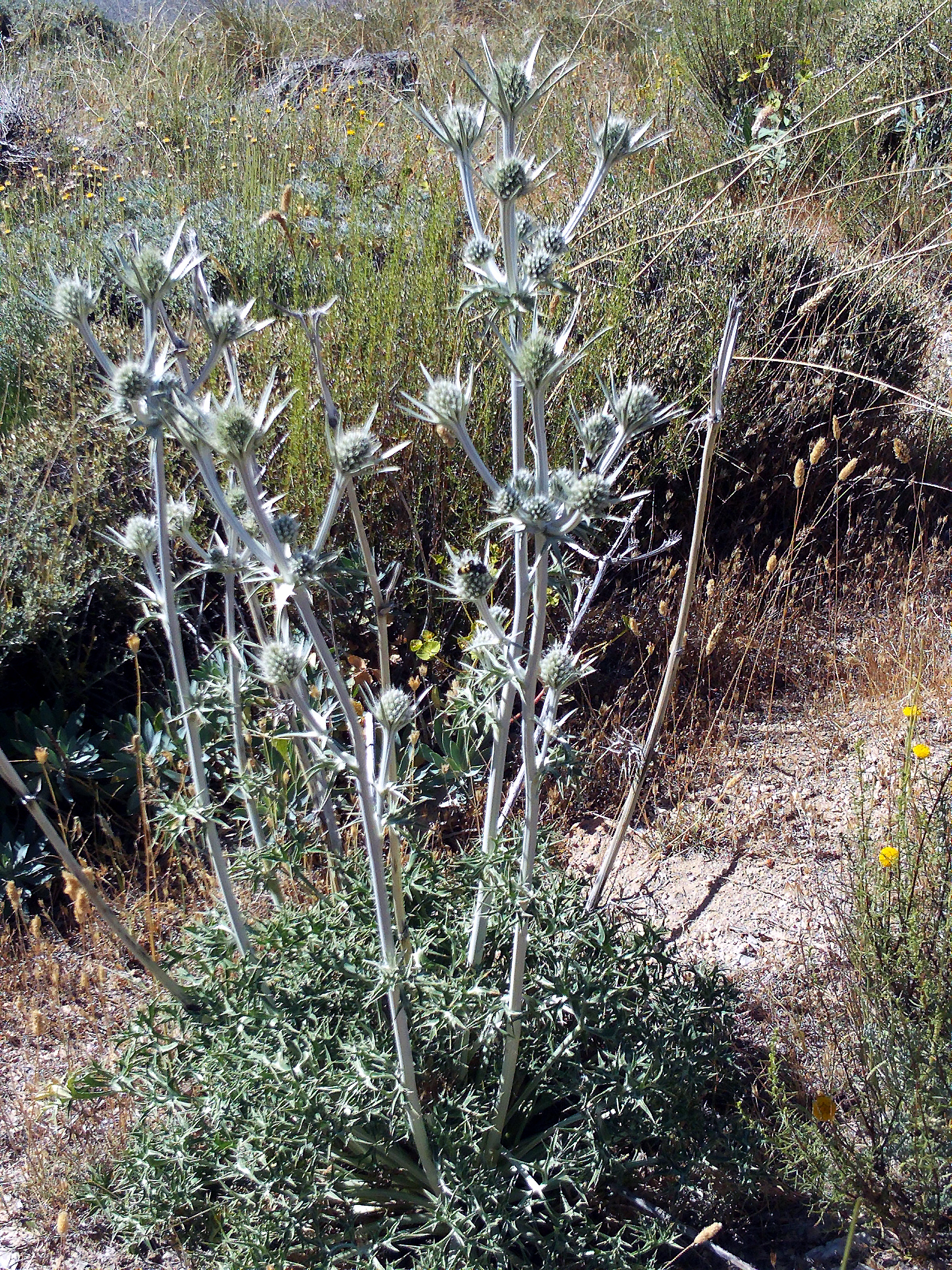
En su hábitat

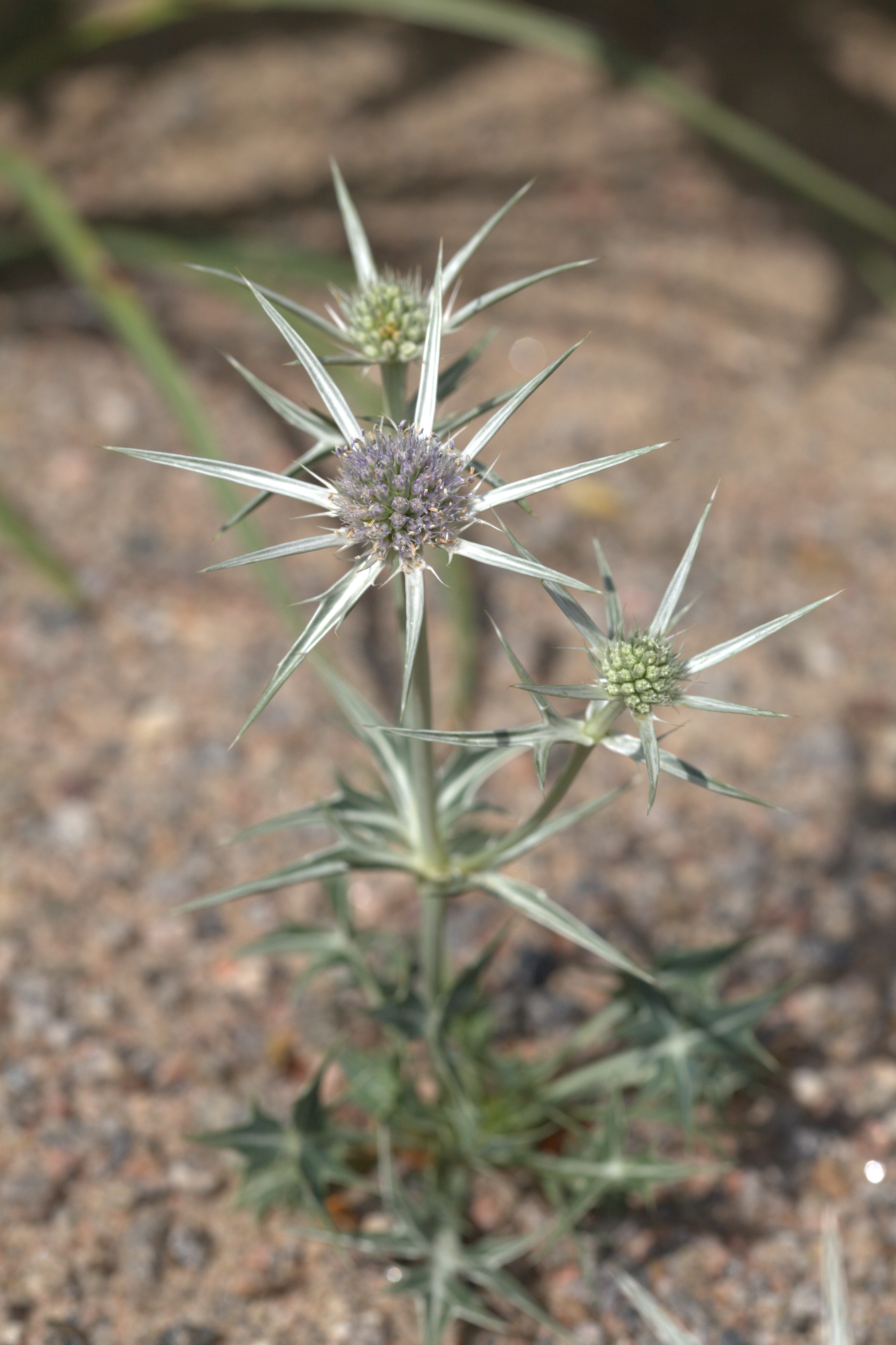
Vista de la planta

## Descripción
Es una herbácea perennifolia, que alcanza un tamaño de 4-22 cm, espinosa. Cepa leñosa, vertical, poco ramificada, con restos fibrosos. Tallos 0,15-0,4 cm de diámetro en la base, simples en la parte inferior, algo ramificados en la inflorescencia, glaucos. Hojas todas coriáceas, con nerviación blanquecina muy prominente, verdes; las basales 35-120 × 20-60 mm, con pecíolo largo (de c. 1/2 del total de la longitud de la hoja) e inerme, con limbo de contorno ± estrellado, trisectas, con el segmento central a su vez trisecto y simétrico, y los laterales tripartidos y asimétricos –decurrentes en el pecíolo–, los 3 con lóbulos terminados en espinas muy rígidas y divergentes, persistentes en la antesis; hojas caulinares 2-13, de 2-6,5 × 2-7 cm, esparcidas las inferiores, opuestas las superiores, todas fértiles salvo la inferior, parecidas a las basales pero con el limbo más hendido y los segmentos lineares, sésiles, subamplexicaules. Capítulos 8-17 × 8-15 mm, subesféricos o globosos, ± destacados del involucro, el central con pedúnculo de 10-50 mm, multifloros, dispuestos en monocasios o dicasios –adicionalmente al final de ejes floríferos en las axilas inferiores–. Brácteas 6-8, de 20-50 mm (2-4 mm de anchura en la base), de 2-3,5 veces la longitud del capítulo, subuladas, muy rígidas, con nervio medio muy marcado, con 0-4 espínulas a cada lado –de 2-6(12)mm–, de ordinario azuladas, que alternan en la base del capítulo con otras tantas espinas hasta de 10 mm. Bractéolas 6-9 mm, tantas como flores, tricuspidadas, glabras. Sépalos 1,5-2 mm, ovados, apiculados, azulados, glabros. Mericarpos c. 3,5 × c. 2 mm, sin escamas conspicuas. Tiene un número de cromosomas de 2n = 16.

## Distribución y hábitat
Se encuentra en los pedregales y pastos de alta montaña, sobre micaesquistos; a una altitud de 2250-3400 metros en el sur de España (Sierra Nevada) y, muy localizada, en la parte central del Rif (Marruecos).

## Taxonomía
Eryngium glaciale fue descrita por Pierre Edmond Boissier y publicado en Bibliotheque Universelle de Geneve 13: 409. 1838.
Citología
Número de cromosomas de Eryngium glaciale (Fam. Umbelliferae) y táxones infraespecíficos: 2n=16
Etimología
Eryngium: nombre genérico que probablemente hace referencia a la palabra que recuerda el erizo: "Erinaceus" (especialmente desde el griego "erungion" = "ción"), sino que también podría derivar de "eruma" (= protección), en referencia a la espinosa hojas de las plantas de este tipo.
glaciale: epíteto latino que significa "helado",
 Sinonimia
- Eryngium creticum Webb	[5]

## Nombre común
- En España:  cardo azul (3), cardo cuco.(el número entre paréntesis indica las especies que llevan el mismo nombre en España).[6]